# Polo de las Libertades
El Polo de las Libertades (en italiano: Polo delle Libertà) fue una coalición electoral italiana de centro derecha creada para las elecciones generales de Italia de 1994 y liderada por Silvio Berlusconi.
La alianza se componía de Forza Italia (FI), la Liga Norte, Centro Cristiano Democrático (CCD) y la Unión de Centro. El Polo de las Libertades sólo se presentó en el norte de Italia, mientras que el Polo del Buen Gobierno, compuesto por Forza Italia y Alianza Nacional (AN), lo hizo en el sur; Alianza Nacional se presentó en solitario en el norte.
Sin embargo, el término "Polo de las Libertades" (como el de "Polo del Buen Gobierno") no tuvo carácter oficial: el logotipo que identificaba a la coalición incluía sólo los símbolos de los partidos integrantes de la alianza.
Pese a vencer en las elecciones generales de 1994 y poder formar gobierno, éste cayó tras retirarle su apoyo en 1995, dándose por finalizadas ambas coaliciones. Sin embargo, FI, CCD y AN revalidaron su alianza creando el Polo por las Libertades, que en 2001 se transformó en la Casa de las Libertades, reincorporándose en esta última la Liga Norte.